# Jean-Claude Van Damme

Jean-Claude Van Damme (2023)

Jean-Claude Van Damme, eigentlich Jean-Claude Camille François Van Varenberg (* 18. Oktober 1960 in Sint-Agatha-Berchem bei Brüssel), ist ein belgischer Schauspieler und Kampfkünstler. Er ist vor allem durch seine Actionfilme mit Kampfsporthandlungen (siehe Martial-Arts-Filme) bekannt geworden. Sein Spitzname lautet The Muscles from Brussels („Die Muskeln aus Brüssel“).

## Leben
Van Damme wurde 1960 in der zweisprachigen Brüsseler Gemeinde Sint-Agatha-Berchem als Sohn eines Blumenhändlers geboren. Im Alter von zehn Jahren brachte ihn sein Vater zum Karatetrainer Claude Goetz. Er betrieb zudem Bodybuilding und machte ab 16 eine Ballettausbildung. Van Damme wurde bereits mit neunzehn Jahren Mittelgewichtsmeister der European Professional Karate Association. Er erwarb den schwarzen Gürtel im Shōtōkan-Karate. 1978 wurde er Mr. Belgium im Bodybuilding.
Im Jahr 1982 zog er gemeinsam mit seinem Jugendfreund Michel Qissi in die USA, um dort eine Karriere als Schauspieler zu beginnen, und erwarb die US-amerikanische Staatsbürgerschaft. Er arbeitete zunächst drei Jahre lang als Limousinenfahrer, Türsteher und Fitnesstrainer, bis er seine erste Rolle bekam. Im Jahr 1984 wurde er dank Chuck Norris in Missing in Action als Stuntman engagiert. Van Damme arbeitete zuvor als Türsteher im Club von Norris’ Ehefrau, wo dieser auf ihn aufmerksam wurde. Van Damme konnte ihn überzeugen und erhielt einen Vertrag.
Seine erste größere Rolle spielte Van Damme 1986 als Antagonist in Karate Tiger. 1987 war er zunächst für die Rolle als Predator im gleichnamigen Film vorgesehen, doch Regisseur John McTiernan, der einen großen und imposanten Predator wollte, entschied sich aufgrund Van Dammes vergleichsweise geringer Körpergröße von 1,77 m, die Rolle Kevin Peter Hall zu geben, der damals aufgrund seiner enormen Körpergröße von 2,20 m ein gefragter Darsteller für Monster und Aliens war. Seinen Durchbruch konnte Van Damme letztlich 1988 mit dem Film Bloodsport feiern, der lose auf Ereignissen (deren Wahrheitsgehalt allerdings umstritten ist) aus dem Leben des Kampfsportlers Frank Dux basieren soll.
In den folgenden Jahren avancierte Van Damme zu einem gefragten Actionfilmschauspieler und spielte mit Filmen wie Cyborg, Karate Tiger 3 – Der Kickboxer, Ohne Ausweg oder Timecop auch in kommerziell erfolgreichen Streifen. Hervorzuheben sind die Filme Leon und seine Doppelrolle als Zwillingsbrüder in Geballte Ladung – Double Impact, bei denen er als Co-Autor beteiligt war, sowie seine Mitwirkung in Roland Emmerichs Universal Soldier 1992. Danach drehte er mit dem Actionkultregisseur John Woo 1993 Harte Ziele. Um diese Zeit begann Van Damme, Kokain zu nehmen, und entwickelte schließlich eine schwere Abhängigkeit, die Jahre anhielt und seiner Karriere empfindlich schadete.
1994 folgte die zwar kommerziell erfolgreiche, jedoch von Kritikern und Fans der Vorlage größtenteils verrissene Videospielverfilmung Street Fighter. Die folgenden Jahre waren geprägt von kommerziellen Flops, wie dem Werk Double Team, bei dem Van Damme an der Seite von Mickey Rourke und dem ehemaligen Basketballprofi Dennis Rodman spielte, oder Filmen wie Maximum Risk sowie Universal Soldier – Die Rückkehr. Mit Der Legionär und The Quest – Die Herausforderung konnte er einige Kritiker neben seinen kämpferischen Fähigkeiten auch durch seine schauspielerische Leistung überzeugen. The Quest – Die Herausforderung war zudem Van Dammes Regiedebüt, für das er Roger Moore in einer Hauptrolle gewinnen konnte.

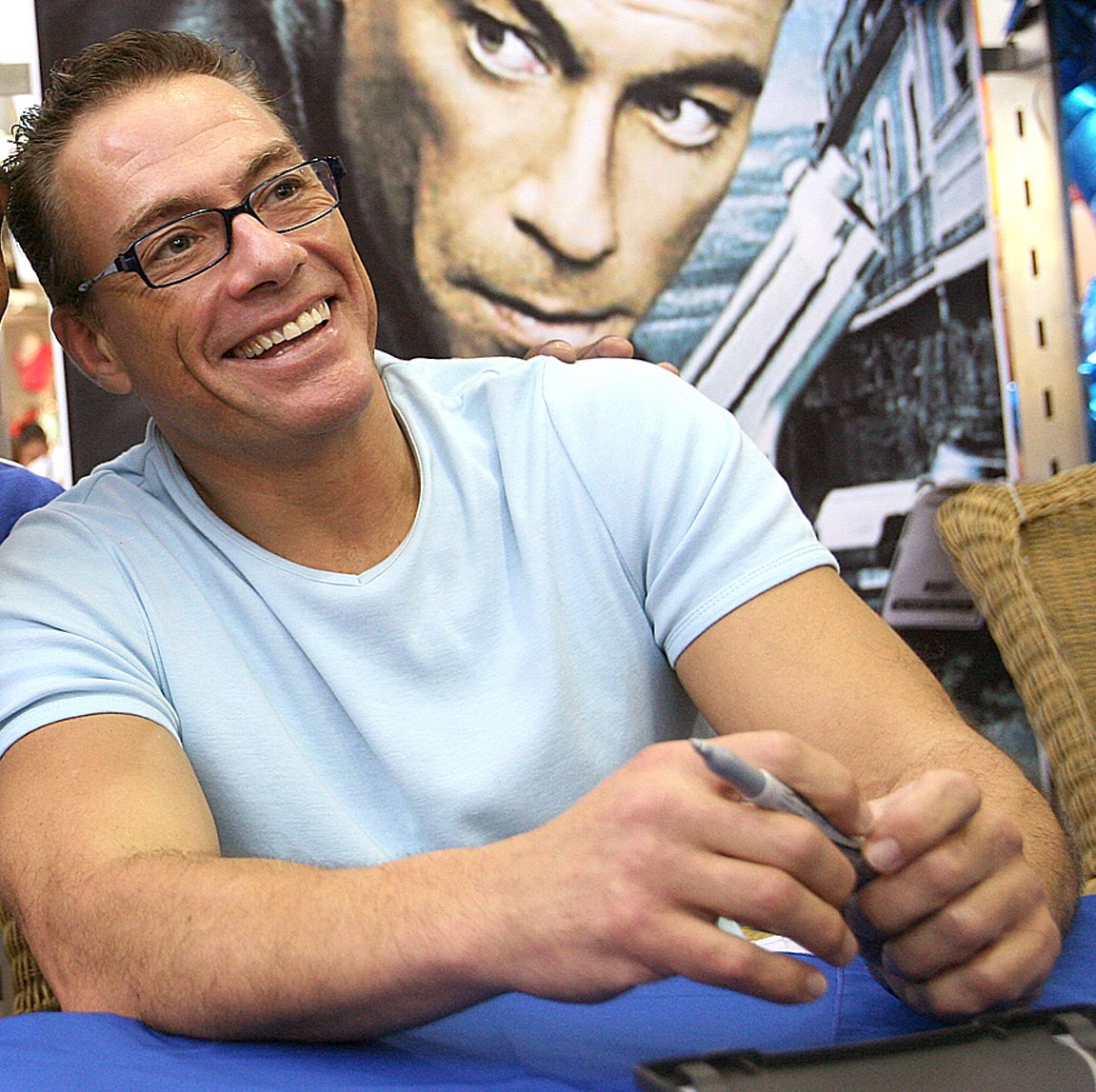
Jean-Claude Van Damme (2007)

Ab 1999 schaffte es keiner seiner Filme mehr in die Kinos, und diese meist von Kritikern geschmähten Werke wurden direkt auf DVD veröffentlicht. 2008 erschien der Film JCVD, mit welchem Van Damme, zumindest in einigen Ländern, wieder den Sprung in die Kinos schaffte. In dieser Tragikomödie spielt er sich selbst als gealterten und desillusionierten Actionstar mit vielen Problemen. Kritiker lobten diesen Film, die kritische Selbstreflexion und die schauspielerische Leistung Van Dammes, und einige sahen darin seinen bislang besten Film.
Das Magazin Time lobte seine Darstellung und schauspielerische Leistung, die nach Ansicht des Autors in jenem Jahr nur von Heath Ledger in The Dark Knight übertroffen wurde, und bemerkte, dass er für den Film „zwar keinen schwarzen Gürtel, aber einen Oscar verdient hätte“. Bezüglich dieses Filmes führte Van Damme ein Gespräch mit Ben Wilson für die Zeitschrift FHM. Darin sprach er auch über seine Naivität zu Beginn seiner Karriere in Hollywood sowie seine Ängste, wobei er anmerkte, bei all dem plötzlichen Ruhm, dem Erfolg, den Drogen und dem plötzlichen Abstieg, gelte: „Aber am Ende hatte ich nur mir die Schuld zuzuschreiben. Ich war nur dieser dumme Kerl aus Belgien.“ In einem Gespräch mit der britischen Tageszeitung The Sun, in dem er ebenfalls JCVD bewarb, erwähnte Van Damme, dass er eine Zeit lang in Los Angeles obdachlos gewesen sei. Sein voriges Leben habe bestanden aus “being on the street and sleeping on the street and starving in L.A.” (deutsch: „auf der Straße sein, auf der Straße schlafen und hungern in L.A.“).
Mit Interesse wurde anschließend auch sein nächstes Projekt, der Film The Eagle Path, verfolgt, welcher bei den Filmfestspielen von Cannes 2010 seine Premiere feierte. Von Sylvester Stallone wurde Van Damme eine Rolle im Ensemblefilm The Expendables angeboten, welche dieser jedoch ablehnte. Im Nachhinein bedauerte Van Damme diese Entscheidung jedoch. Für die 2012 gedrehte Fortsetzung The Expendables 2 sagte Van Damme daher seine Mitarbeit zu, jedoch nur unter der Bedingung, dass Steven Seagal nicht ebenfalls bei dem Film mitwirke. Da Seagal auch zu dem Produzenten Avi Lerner ein inzwischen gespanntes Verhältnis pflegt, war dies für Stallone akzeptabel.
Eine Rivalität und ein angespanntes Verhältnis zwischen Van Damme und Seagal besteht seit Jahren. Seagal behauptete, Van Damme sei „nichts anderes als eine verkokste Fälschung“. Van Damme erwiderte diese Angriffe:

„Ich mochte Steven Seagal. Ich war beeindruckt von seinem Mangel an Gesichtsausdrücken, besonders, wenn er eine Waffe abfeuerte. Dann sah ich ihn im Fernsehen, wie er in der Talkshow von Jay Leno auftrat. Er nannte mich einen Nachahmer und das verärgerte mich. Dann bin ich auf eine seiner Premieren gegangen und hab ihm meine Meinung gesagt. Seagal hatte wohl vergessen, dass ich der erste Kerl war, der mit dem 360-Grad-Tritt in der Luft berühmt wurde. Ich war der erste Typ, der einen Spagat auf der Filmleinwand machte.“

Im Film JCVD wird diese Rivalität ebenfalls ironisch behandelt, wo Seagal Van Damme ein Filmangebot abluchst, da er bereit ist, dafür seinen Pferdeschwanz zu opfern.
Im Oktober 2011 führte sein Auftritt auf der Geburtstagsfeier des tschetschenischen Präsidenten Ramsan Kadyrow, dem schwere Menschenrechtsverletzungen vorgeworfen werden, zu Kritik unter anderem von der Menschenrechtsorganisation Human Rights Watch.
Im Oktober 2012 wurde bekannt, dass Van Damme für ein auf 2014 geplantes Remake seines Erfolgsfilms Bloodsport nicht berücksichtigt werde. Dieser hatte gehofft, eine Nebenrolle als Trainer zu bekommen, und reagierte in einem auf Youtube veröffentlichten Video erbost und enttäuscht über die Entscheidung. Im selben Video erlitt er einen psychischen Zusammenbruch und entschuldigte sich dafür, seine Frau einst zugunsten des Hollywood-Glamours verlassen zu haben. Gleichzeitig äußerte er sich negativ über den erlebten Druck im Filmbusiness.
Im November 2013 verbreitete sich ein Werbespot für Volvo Trucks mit dem Titel „The Epic Split“ („Epischer Spagat“) viral im Netz, in dem Van Damme einen Spagat auf zwei Außenspiegeln zweier rückwärtsfahrender Trucks vollführte. Van Damme führte den Stunt selbst aus, war aber durch ein Fangseil gesichert. Der Spot wurde innerhalb einer Woche weltweit über 40 Mio. Mal aufgerufen und gehört damit zu den meistbeachteten Werbeclips der letzten Jahre. Innerhalb weniger Tage wurde der Spot mehrfach parodiert.
2016 wurde eine Serie auf Amazon Originals namens Jean-Claude-van-Johnson veröffentlicht, in der er sich selbst spielt und in einem ironischen Stil viele Filme parodiert. Am 14. Februar 2022 wurde bekannt, dass Van Damme noch einen letzten Action-Film plant und danach seine Schauspielkarriere beenden wird.

## Privatleben
Van Damme ist Vater von drei Kindern und ist zum fünften Mal verheiratet. Er war von 1980 bis 1984 mit Maria Rodriguez verheiratet, von 1985 bis 1986 mit Cynthia Derderian, von 1987 bis 1992 mit der ehemaligen Bodybuilderin und Fitnesstrainerin Gladys Portugues, von 1994 bis 1997 mit der Schauspielerin Darcy LaPier und seit 1999 wieder mit Gladys Portugues. Sein Sohn Kristopher Van Varenberg (* 1987) war in Universal Soldier, The Quest – Die Herausforderung, The Eagle Path, Universal Soldier: Regeneration, Assassination Games, Derailed und Six Bullets zu sehen, seine Tochter Bianca Bree alias Bianca Van Varenberg (* 1990) in The Shepherd, The Eagle Path, Assassination Games und Six Bullets, sein Sohn Nicolas Van Varenberg in Kickboxer: Die Abrechnung. Er lebt mit seiner Frau in Los Angeles.
2012 gab er in einem Interview mit dem Guardian an, 1994 während der Dreharbeiten zu Street Fighter eine Affäre mit Kylie Minogue gehabt zu haben.
Van Damme selbst macht rückblickend keinen Hehl aus einem früheren und schwerwiegenden, ab 1995 bestehenden Kokainproblem. Eine 1996 begonnene Therapie brach er nach einem Monat ab und gab wöchentlich rund 10.000 Dollar für Kokain aus. Van Damme selbst macht seine Drogensucht für den Niedergang seiner Karriere in der zweiten Hälfte der 1990er Jahre verantwortlich. Zudem hat er eine bipolare Störung.

## Synchronsprecher
Van Damme wird in deutschen Synchronfassungen seiner Filme überwiegend von Charles Rettinghaus synchronisiert, allerdings kamen besonders in seinen früheren Filmen auch andere Sprecher wie Thomas Wolff oder Mathias Einert zu einigen Einsätzen.

## Trivia
- In der Fernsehserie Cosmo und Wanda – Wenn Elfen helfen gibt es eine Figur, die namentlich sowie optisch auf Jean-Claude Van Damme basiert: der Oberelf Jean-Claude von Ramme.

- Van Damme spielte bereits in drei seiner Filme eine Doppelrolle, nämlich in Geballte Ladung, Maximum Risk und Replicant.

- Im Film Last Action Hero hat Van Damme als einer von vielen prominenten Schauspielern einen kurzen Cameo-Auftritt während einer Filmpremiere und gibt dort einen flapsigen Kommentar über den Hauptdarsteller Arnold Schwarzenegger ab.

- Der US-Wrestler Rob Van Dam benannte sich aufgrund der Ähnlichkeit zu Jean-Claude Van Damme nach diesem. Er pflegt darüber hinaus einen kampfkunstlastigen und akrobatischen Wrestlingstil und beherrscht ebenfalls den Spagat, den Van Damme in seinen Filmen zu seinem Markenzeichen gemacht hat.

- In Vandam, einem Dorf im Rajon Qəbələ in Aserbaidschan, wurde, der Namensähnlichkeit wegen, Van Damme zu Ehren eine Statue in typischer Spagathaltung aufgestellt.[27]

## Filmografie (Auswahl)
- 1984: Monaco Forever
- 1984: Missing in Action (Stuntman)
- 1984: Breakin’ (Tänzer)
- 1986: Karate Tiger (No Retreat, No Surrender)
- 1988: Bloodsport
- 1988: Red Eagle (Black Eagle)
- 1989: Karate Tiger 3 – Der Kickboxer (Kickboxer)
- 1989: Cyborg
- 1990: Mit stählerner Faust (Death Warrant)
- 1990: Leon (Lionheart)
- 1991: Geballte Ladung – Double Impact (Double Impact)
- 1992: Universal Soldier
- 1993: Ohne Ausweg (Nowhere to Run)
- 1993: Harte Ziele (Hard Target)
- 1993: Last Action Hero
- 1994: Street Fighter – Die entscheidende Schlacht (Street Fighter: The Movie)
- 1994: Timecop
- 1995: Sudden Death
- 1996: The Quest – Die Herausforderung (The Quest)
- 1996: Maximum Risk
- 1996: Friends (Fernsehserie, Folge 2x13)
- 1997: Double Team
- 1998: Knock Off
- 1998: Der Legionär (Legionnaire)
- 1999: Universal Soldier – Die Rückkehr (Universal Soldier: The Return)
- 1999: Inferno
- 2001: Replicant
- 2001: The Order
- 2002: Derailed – Terror im Zug (Derailed)
- 2003: In Hell – Rage Unleashed (In Hell)
- 2004: Wake of Death
- 2004: Las Vegas (Fernsehserie, Folge 1x15)
- 2004: Narco – Die wunderbare Welt des Gustave Klopp (Narco)
- 2006: Second in Command
- 2006: Hard Corps
- 2006: Die Prüfung (Sınav)
- 2007: Until Death
- 2008: The Shepherd (The Shepherd: Border Patrol)
- 2008: JCVD
- 2009: Universal Soldier: Regeneration
- 2009: Robot Chicken (Fernsehserie, Folge 4x12 Dracula/Rhett Buttler)
- 2010: The Eagle Path
- 2011: Assassination Games
- 2011: Kung Fu Panda 2 (Stimme für Meister Kroko)
- 2011: Beur Sur La Ville
- 2012: Dragon Eyes
- 2012: The Expendables 2
- 2012: Universal Soldier: Day of Reckoning
- 2012: Six Bullets
- 2013: Enemies Closer
- 2013: Dschungelcamp – Welcome to the Jungle (Welcome To The Jungle)
- 2013: U.F.O – Versuche ruhig zu bleiben (U.F.O.)
- 2014: Swelter
- 2015: Pound of Flesh
- 2016: Kung Fu Panda 3 (Stimme für Meister Kroko)
- 2016: Kickboxer: Die Vergeltung (Kickboxer: Vengeance)
- 2016: Jean-Claude Van Johnson (Miniserie, 6 Folgen)
- 2017: Tötet Sie! (Kill ´Em All)
- 2018: Kickboxer: Die Abrechnung (Kickboxer: Retaliation)
- 2018: Black Water
- 2018: The Bouncer (Lukas)
- 2019: We Die Young
- 2021: The Last Mercenary (Le dernier mercenaire)
- 2024: Born To Kill (Darkness Of Man)
- 2024: Kill'Em All: Tötet sie! 2 (Kill 'Em All 2)
- 2025: Le Jardinier

Dokumentationen / Reality Shows
- 2002: E! True Hollywood Story: Jean-Claude Van Damme
- 2010: De Jean-Claude A Van Damme: Le doc exclusif
- 2010: Put Up Your Dux – The Real Story of Bloodsport
- 2011: Van Damme gegen den Rest der Welt (Jean Claude Van Damme: Behind Closed Doors, 8 Folgen)
- 2011: Les Anges Gardiens
- 2023: Jean-Claude Van Damme – Karate-Diva[28]

## Auszeichnungen
Goldene Himbeere
- 1989: Nominierung für die Goldene Himbeere in der Kategorie Schlechtester Newcomer für Bloodsport
- 1998: Gewinner der Goldenen Himbeere in der Kategorie Schlechteste Filmpaarung für Double Team

MTV Movie Awards
- 1992: Nominierung für den MTV Movie Award in der Kategorie Begehrenswertester Schauspieler für Geballte Ladung – Double Impact
- 1993: Nominierung für den MTV Movie Award in der Kategorie Begehrenswertester Schauspieler für Ohne Ausweg
- 1994: Nominierung für den MTV Movie Award in der Kategorie Begehrenswertester Schauspieler für Harte Ziele

Toronto Film Critics Association Awards
- 2008: Nominiert für den Preis der Toronto Film Critics Association Award in der Kategorie Bester Darsteller für seine Rolle in JCVD

Chlotrudis Awards
- 2009: Nominiert für den Chlotrudis Award in der Kategorie Bester Hauptdarsteller für seine Rolle in JCVD